# 結川あさき
結川 あさき（ゆいかわ あさき、2月15日 - ）は、日本の女性声優。東京都出身。アイムエンタープライズ所属。

## 来歴
小学校時代から『NARUTO -ナルト-』、『マギ』、『FAIRY TAIL』などのアニメが好きで声優を目指した。その頃は歌手、動画配信者、医者など夢が多数あり、一つに決めることができなかった。
高校時代、新型コロナウイルスの流行で修学旅行がなくなったり、イベントが全然なく、「それまで当たり前だと思っていたことがなくなることがあるんだ……」と感じていた。その時に「夢を見ているだけでは、夢はかなわない。何か行動をしなければ！」と考え始めて、その夢が声優であった。
本格的に声優を目指して日本ナレーション演技研究所に入所。「やると決めたからには、できることは全部やろう」と必死に頑張り、「自分にできることは何だろう?」と考えて、「絶対に負けない!」と全力で向き合ったという。日本ナレーション演技研究所の同期に井藤智哉、橘杏咲、照井悠希らがいる。
2022年4月1日からアイムエンタープライズに所属。
2023年3月、テレビアニメでの初めてオーディションに受かった役で、初主演でもある『逃げ上手の若君』の主人公・北条時行役に抜擢された。『逃げ上手の若君』の監督の山崎雄太によると、オーディションで「これだ!」という人物が現れると思ったものの現れず、「誰かに時行になってもらおう」と思い、結川を起用したという。当時はデビュー間もない新人であり、事務所の公式サイトも宣材写真が載っていないほどであった。「新人声優にインタビュー」という企画の中で、サプライズに近い形で出演決定の報を聞いたという。
2024年公開の劇場アニメ『トラペジウム』にて東ゆう役で映画初出演で主演。原作者の高山一実は、結川がオーディションスタジオに入ってきた瞬間から直感で目に留まり、セリフを喋ったときには「東は結川さんだ」と確信したという。その場にいたスタッフ全員が同じ空気であったと述べている。
2025年、第19回声優アワードにて、新人声優賞を受賞。

## 人物
「いつか少年役もやってみたい」という思いがあり、『逃げ上手の若君』の北条時行役のようなキャラクターを演じるとは想像しておらず、決定した時は嬉しかった。前述のとおり、初めての主演作、初めてオーディションで受かった役だったこともあり、色々な思いを込めて演じていたという。
趣味は音楽、ゲーム。特技はフットサル。
日本漢字能力検定準1級の資格を持っている。
好きな声優に種崎敦美、松岡禎丞を挙げている。
好きなアニメ作品は『NARUTO -ナルト-』、『さよならの朝に約束の花をかざろう』。

## 出演
太字はメインキャラクター。

### テレビアニメ
2022年
- アイドリッシュセブン Third BEAT!（女性ファンC）

2023年
- 勇者が死んだ!（シャノン・ペトラルカ）
- 【推しの子】（アイドル）
- シャングリラ・フロンティア（2023年 - 2024年、NPC店員、陽務瑠美、NPCウエイトレス、店員） - 2シリーズ
- 陰の実力者になりたくて! 2nd season（使用人）

2024年
- カードファイト!! ヴァンガード Divinez（看護師）
- ワンルーム、日当たり普通、天使つき。（店員）
- となりの妖怪さん（杉本睦実 / むーちゃん）
- 花野井くんと恋の病（女子生徒、まりか）
- 夜のクラゲは泳げない（真弓）
- WIND BREAKER（2024年 - 2025年、土屋美緒） - 2シリーズ
- 逃げ上手の若君（北条時行）
- かつて魔法少女と悪は敵対していた。（女性タレント）
- ATRI -My Dear Moments-（ミヨ）
- なぜ僕の世界を誰も覚えていないのか?（エルフ）
- 烏は主を選ばない（子猿）
- アオのハコ（2024年 - 2025年、島崎にいな）
- ダンジョンに出会いを求めるのは間違っているだろうかV 豊穣の女神篇（レミリア）
- 魔王2099（通行人G）

2025年
- ハニーレモンソーダ（女子生徒）
- クラスの大嫌いな女子と結婚することになった。（北条留衣）
- どうせ、恋してしまうんだ。
- メダリスト（生徒）
- 紫雲寺家の子供たち（横山らら）
- 忍者と殺し屋のふたりぐらし（女性客、葵の弟）
- ざつ旅-That's Journey-（男子小学生）
- ブスに花束を。（美化委員）
- うたごえはミルフィーユ（生徒たち）
- ゲーセン少女と異文化交流（加賀花梨）

### 劇場アニメ
- トラペジウム（2024年、東ゆう[30]）
- 劇場版プロジェクトセカイ 壊れたセカイと歌えないミク（2025年[1]）

### Webアニメ
- グッド・ナイト・ワールド（2023年、奈都季[1]）
- MONSTERS 一百三情飛龍侍極（2024年、村人たち[1]）
- タコピーの原罪（2025年、まりなの友人[19]）

### ゲーム
2022年
- ブラウンダスト（ペストリア）

2023年
- ワールドフリッパー（エリクシル）
- Dislyte-神世代ネオンシティ（ユウヒメ / イザナミ）

2024年
- 艦隊これくしょん -艦これ-（平安丸、Drum）
- アカシッククロニクル～黎明の黙示録（風眠）
- REYNATIS/レナティス（目黒仁香）
- 逆転オセロニア（フォシィ）

2025年
- クイズRPG 魔法使いと黒猫のウィズ（あのこ、ネタコ）
- スーパーロボット大戦DD（勇之上平）
- モンスターストライク（カストル＆ポルックス〈ポルックス〉）
- 記憶の鍵盤（天音紗里）

### 吹き替え

#### アニメ
- 龍族 -The Blazing Dawn-（2024年、女子学生）

### ドラマCD
- 勇者宇宙ソーグレーダー オーディオドラマ Vol.1・2（2025年、勇之上平）

### ボイスコミック
- 暗号学園のいろは（2023年、夕方多夕）
- ドリトライ（2023年、大神星）

### PV
- つばめアルペン（2023年、青瀬夜[35]）

### ナレーション
- 真空レンズ（2025年6月5日 - 、テレビ東京）

### ラジオ番組
- ラジオどっとあい 結川あさきは夜に眠りたい（2024年4月13日 - 、文化放送）
- ラジオ上手の若君（2024年7月3日 - 、音泉）[36]

### その他コンテンツ
- リンカイ!（2025年 - 、函館美夜[37]）

## ディスコグラフィ

### キャラクターソング
| 発売日        | 商品名                                       | 歌                                                                                       | 楽曲               | 備考                                         |
| ------------- | -------------------------------------------- | ---------------------------------------------------------------------------------------- | ------------------ | -------------------------------------------- |
| 2024年5月10日 | 『トラペジウム』オリジナル・サウンドトラック | 東ゆう（結川あさき）、大河くるみ（羊宮妃那）、華鳥蘭子（上田麗奈）、亀井美嘉（相川遥花） | 「なりたいじぶん」 | 劇場アニメ『トラペジウム』挿入歌             |
| 2024年5月10日 | 『トラペジウム』オリジナル・サウンドトラック | 東ゆう（結川あさき）、大河くるみ（羊宮妃那）、華鳥蘭子（上田麗奈）、亀井美嘉（相川遥花） | 「方位自身」       | 劇場アニメ『トラペジウム』エンディングテーマ |

### シリーズ一覧
1. ↑  1st season（2023年 - 2024年）、2nd season（2024年）
2. ↑  Season 1（2024年）、Season 2（2025年）